# Pseudophilautus hankeni
Pseudophilautus hankeni es una especie de anfibio anuro de la familia Rhacophoridae.

## Distribución geográfica
Esta especie es endémica de Sri Lanka. Se encuentra por encima de los 1200 m sobre el nivel del mar.

## Etimología
Esta especie lleva el nombre en honor a James Hanken.

## Publicación original
- Meegaskumbura & Manamendra-Arachchi, 2011: Two new species of shrub frogs (Rhacophoridae: Pseudophilautus) from Sri Lanka. Zootaxa, n.º 2747, p. 1-18.[4]